# Potamalpheops miyai
Potamalpheops miyai is een garnalensoort uit de familie van de Alpheidae. De wetenschappelijke naam van de soort is voor het eerst geldig gepubliceerd in 1997 door Yeo & Ng.